# Архипенков, Владимир Трофимович
Владимир Трофимович Архипенков (14 марта 1936, Донской, Тульская область — 30 июля 2006, Астана) — советский и казахский актёр, народный артист Казахстана (1998), заслуженный артист Казахской ССР.

## Биография
Окончил студию при драматическом театре во Владивостоке.
С 1966 года артист Акмолинского областного русского драматического театра.
Скончался 30 июля 2006 года, похоронен на Городском кладбище Астаны.
Награждён орденом Дружбы народов.

## Известные роли
- Давыдов («Поднятая целина» М. Шолохова);
- Кассио, Капулетти («Отелло» и «Ромео и Джульетта» У. Шекспира);
- Никита («Власть тьмы» Л. Толстого);
- Кулигин, Большов («Гроза» и «Банкрот» А. Островского);
- Пилат («Мастер и Маргарита» М. Булгакова);
- Кетбугы-жырау («Чингиз-хан» И. Оразбаева);
- Кемский («Фальшивые деньги» М. Горького);
- Карабай («Козы Корпеш — Баян сулу» Г. Мусрепова);
- Кунанбай (в спектакле «В поисках правды» по роману М. Ауэзова);
- Фирс («Вишневый сад» А. Чехова).